# La rivolta del Messico (film 1934)
La rivolta del Messico è un film del 1934 diretto da Miguel Contreras Torres e Raphael J. Sevilla.

## Trama
Dramma storico che racconta il conflitto tra il reggente Massimiliano I e Benito Juarez nel periodo dell'intervento francese in Messico basandosi sull'opera di Franz Werfel.

## Produzione
Il film fu prodotto dalla Miguel Contreras Torres. Risulta essere il più grande successo messicano degli anni trenta fino al periodo denominato "epoca d'oro del cinema messicano".

## Distribuzione
Distribuito dalla Columbia Pictures Mexico, il film fu presentato a Città del Messico il 28 giugno 1934. Il 2 gennaio 1935, uscì in Spagna, a Barcellona. La Columbia Pictures lo distribuì negli Stati Uniti il 15 febbraio 1935 con il titolo Juarez and Maximillian.